# Виноградовка (Эртильский район)
Виноградовка — бывший посёлок в Эртильском районе Воронежской области России. Входит в состав Ячейского сельского поселения.

## География
Посёлок находился в северной части Воронежской области, в лесостепной зоне, в пределах Окско-Донской равнины, вблизи места впадения реки Малый Эртиль в Большой Эртиль, на расстоянии примерно 9 км (по прямой) к западу от города Эртиль, административного центра района. Абсолютная высота — 118 метров над уровнем моря.
Часовой пояс
Посёлок Виноградовка, как и вся Воронежская область, находится в часовой зоне МСК (московское время). Смещение применяемого времени относительно UTC составляет +3:00.

## Население
| 2000 | 2010 |
| ---- | ---- |
| 0    | →0   |

## Улицы
Уличная сеть посёлка состояла из одной улицы (ул. Виноградовская).

## Мост
В посёлке раньше был небольшой мост. В настоящее время он разрушен.

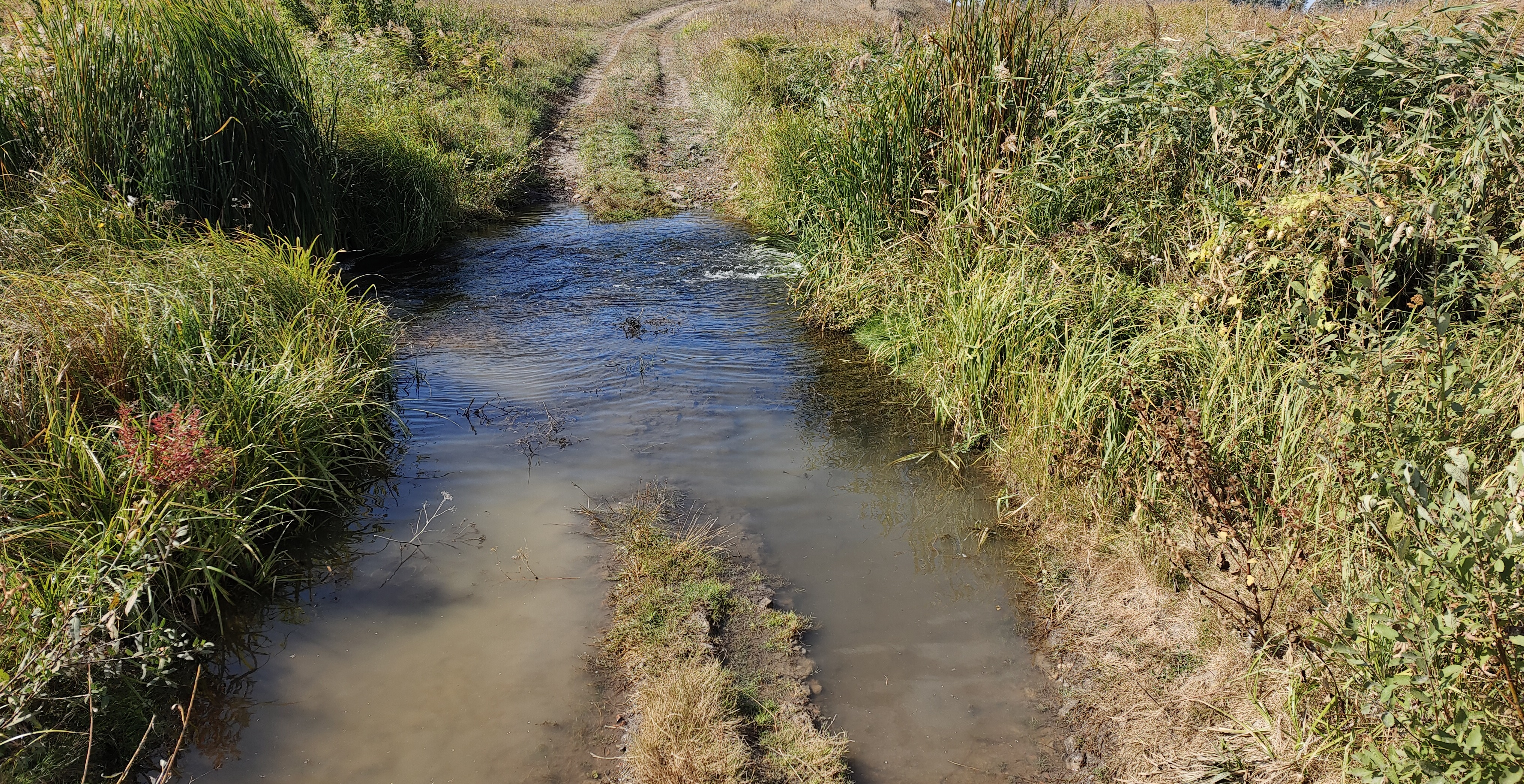